# 林峇
丹斯里林峇，马来西亚华人，为柔佛州中华总商会会长。他也是马来西亚林氏宗亲总会永久名誉会长、马来西亚福建永春云峰林氏家族会会长、昔加末中华总商会会长、昔加末昔华小学董事长及昔加末德教会紫昔阁阁长，早年亦曾出任马来西亚中华总商会副总会长。2020年8月19日在家中逝世。

## 逝世
2020年8月19日，林峇次子林国祥证实，林峇于当天8时30分在家中逝世。其遗灵停柩在昔加末亚罗拉彭江海路106号私邸，并于8月23日下午1时举殡，安葬在利民达富贵山庄风景墓园。马华公会前总会长林良实夫妇和一众马华元老于8月22日到林峇灵堂吊唁，致以最后的敬意。

## 与林良实的关系
马华公会前总会长林良实夫妇和林峇夫妇颇有交情，林良实接受《中国报》访问时说，林峇早在他担任拉美士国会议员前，两人就已是朋友，相识至今约超过40年。他也说：“林峇在华社社团方面领导多年，是一名有魄力的领袖，许多朋友对于他的忽然离世非常难过，相信华社会非常怀念他。”

## 个人生活
林峇与翁皆梅育有2男3女，长子林来祥和次子林国祥都已成家，且事业有成。

## 荣誉
2009年，林峇获时任马来西亚国家元首端姑米占再纳阿比丁颁予丹斯里勋衔。